# The English
The English is een miniserie, genre revisionistische western, bedacht en geschreven door Hugo Blick. De twee hoofdpersonages worden gespeeld door Emily Blunt en Chaske Spencer.

## Verhaal
Het verhaal speelt zich af rond 1890 in het wilde westen van de Verenigde Staten. Het volgt de Engelse Lady Cornelia Locke, gespeeld door Emily Blunt, die op zoek is naar de man die ze de dood van haar zoon verwijt, en Eli Whipp, gespeeld door Chaske Spencer, een voormalig verkenner uit het Amerikaanse leger die noordwaarts trekt in de hoop een stuk land op te eisen waar hij recht op heeft. Hun verhalen blijken verweven.

## Rolverdeling (selectie)
| Acteur         | Personage       | Opmerkingen |
| -------------- | --------------- | ----------- |
| Chaske Spencer | Eli Whipp       | protagonist |
| Emily Blunt    | Cornelia Locke  | protagonist |
| Stephen Rea    | Robert Marshall | sheriff     |
| Rafe Spall     | David Melmont   | antagonist  |